# Complexo Cultural do Porto Seco

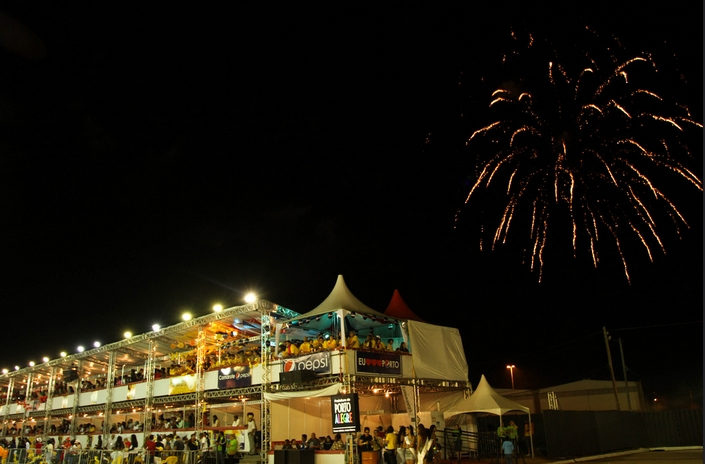
Complexo Cultural do Porto Seco no Carnaval de 2011

Complexo Cultural do Porto Seco é um centro de eventos localizado na cidade de Porto Alegre. É considerado patrimônio cultural do Estado do Rio Grande do Sul. É o local onde ocorrem os desfiles do Carnaval de Porto Alegre. 
Localiza-se no bairro Rubem Berta, zona norte da cidade. Sua inauguração ocorreu em 2004, embora suas obras não estivessem acabadas. No primeiro desfile ocorrido no sambódromo aconteceu um empate no primeiro lugar entre Bambas da Orgia e Imperadores do Samba.
A pista de desfile leva o nome de Carlos Alberto Barcellos (O Roxo), tradicional carnavalesco da cidade e o recuo da bateria leva o nome de Mestre Neri Caveira, mestre-de-bateria por vários anos da Imperadores do Samba.

## Informações
- Investimento previsto de R$ 50 milhões.[5]
- Pista de desfiles com 450 m de comprimento e 16 m de largura.[6]
- Pista de pré-desfile com 150 m de comprimento.[6]
- 15 barracões.[6]
- Estacionamento: 400 vagas.
- Arquibancadas: 30 mil pessoas.[6]
- Anfiteatro: 5 mil espectadores.[6]
- Multipalco: 10 mil espectadores.[6]